# DeRidder (Louisiana)
DeRidder település az Amerikai Egyesült Államok Louisiana államában, Beauregard megyében. Lakosainak száma 9852 fő (2020. április 1.).

## Népesség
A település népességének változása:
| Lakosok száma | 10 578 | 10 588 | 9852 |
|               | 2010   | 2019   | 2020 |